# Plopșoru
Plopșoru là một xã thuộc hạt Gorj, România. Dân số thời điểm năm 2002 là 6672 người.